# Kilwinning Abbey
Kilwinning Abbey is de ruïne van een benedictijnenabdij uit de twaalfde eeuw, gelegen in Kilwinning, in het Schotse raadsgebied North Ayrshire. De abdij behoorde tot de congregatie van Thiron.

## Geschiedenis
In de zevende of achtste eeuw was er vermoedelijk al een kerk op deze locatie in Kilwinning. Deze was gewijd aan Sint Winnan. Men neemt soms aan dat dit dezelfde persoon was als Sint Finnian. De abdij werd rond 1160 gesticht door Richard de Moreville. De monniken die er zich vestigden, kwamen van Kelso Abbey, onderdeel van de congregatie van Thiron.
De abdij heeft op het hoogtepunt van zijn bestaan vermoedelijk veertig monniken gehuisvest. Aan het begin van de zestiende eeuw waren er dit nog maar zestien. Tijdens de Reformatie werd het klooster rond 1560 verwoest.
De abdijkerk werd gedeeltelijk hersteld en deed vervolgens dienst als een presbyteriaanse kerk. In 1775 werd deze kerk vervangen door een nieuwere kerk, die nog intact is.
De noordelijke toren van de voorgevel van de oorspronkelijke abdijkerk werd aan het begin van de negentiende eeuw getroffen door de bliksem en stortte hierbij in. Enkele jaren later is deze toren vervangen door een nieuwe toren.

## Bouw

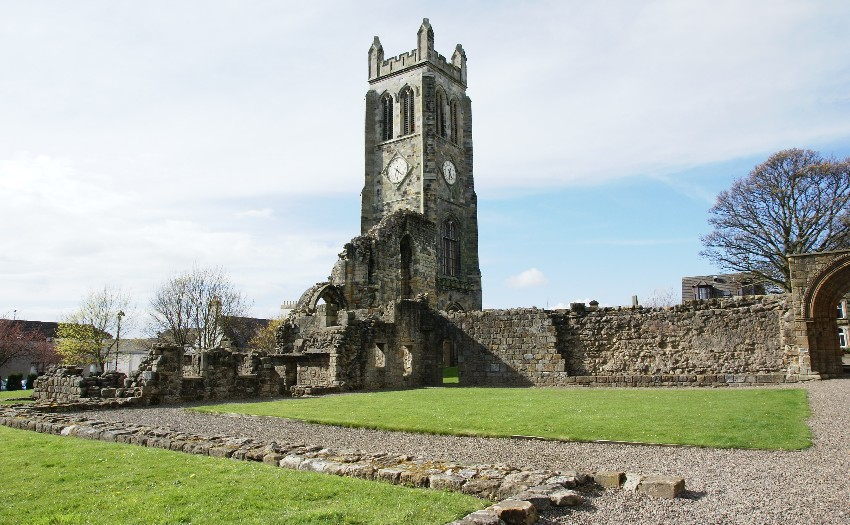
Kilwinning Abbey vanaf het zuiden. In het midden de toren uit de negentiende eeuw. Op de voorgrond de resten van het klooster met uiterst rechts de toegangspoort naar de kerk.

De abdijkerk was gebouwd als een kruiskerk met het koor aan de oostzijde. De westelijke ingang werd geflankeerd door twee torens. Ook in het centrum van de kerk zal een toren hebben gestaan. Het rechthoekige klooster bevond zich aan de zuidzijde van het schip, waarbij de meest oostelijke zijde van het klooster in het verlengde lag van het zuidelijke transept.
Van het complex is in de eenentwintigste eeuw weinig overgebleven. De gevel van het zuidelijke transept is grotendeels intact en is het meest prominente deel van de kerkruïne. Het onderste deel van de zuidelijke toren van de voorgevel is ook nog aanwezig. De toren wordt aan de noordzijde geflankeerd door de modernere toren uit de negentiende eeuw.
Het eigenlijke klooster is beter bewaard gebleven in vergelijking tot de kerk. Zowel aan de westzijde als de oostzijde staan er nog delen van de gebouwen. Dit betreft ook de kapittelzaal. De zuidelijke muur van de kerk, die de noordzijde van het klooster vormde, is ook nog deels intact, inclusief de toegangspoort tot de kerk vanuit het klooster.
De moderne kerk staat op de plaats van het koor en het noordelijke transept van de oorspronkelijke abdijkerk.

## Beheer
Kilwinning Abbey wordt beheerd door Historic Scotland.